# Mohamed Abdullahi Omaar
Mohamed Abdullahi Omaar, in somalo Maxamed Cabdullahi Omaar (Mogadiscio, 15 maggio 1962), è un politico somalo.
È stato Ministro degli affari esteri durante il periodo del Governo federale di transizione, entrando a far parte degli esecutivi guidati dai Primi ministri Omar Abdirashid Ali Sharmarke (2009), Mohamed Abdullahi Mohamed (2010-2011) e Abdiweli Mohamed Ali (2011-2012).